# Felügyelőprogram
A felügyelőprogram (supervisor program, resident monitor, execitive kernel, stb.) olyan rendszerprogram, amely összehangolja számítógép hardver elemeinek működését, szervezi, ellenőrzi a központi egység (CPU) munkáját és irányítja a beviteli/kiviteli (B/K) folyamatokat.

## Kialakulása
A korai, elektroncsöves számítógépek nem rendelkeztek  felügyelőprogrammal.  Amint megjelentek a második generációs (tranzisztoros), sokkal megbízhatóbb  számítógépek, felmerült azok hatékony kihasználásának kérdése, a gyors CPU és a lassú perifériák konfliktusának feloldása. Ezek áthidalása vezettek be olyan hardware architektúrális megoldásokat, amelyek lehetővé és szükségessé  tette olyan speciális program (rendszerprogram, system program) kialakítását, amely megkönnyíti a számítási és a B/K műveletek szervezett átlapolását, ezzel javítva a számítógép kihasználtságát. A későbbiekben,  főleg a harmadik generációs számítógépek elterjedésével, más, nem csak a gép hatékonyságát figyelembe vevő szempontok előtérbe kerülésével, komplexebb rendszerszolgáltatások kerültek megvalósításra, amit összességében operációs rendszernek neveznek, és általában ennek egy belső, nélkülözhetetlen rétegét nevezik csak felügyelőprogramnak, de vannak olyan vélemények is hogy nincs éles határ az  operációs rendszer és a felügyelőprogram között.
A felügyelőprogram legfontosabb, mindig hozzáférhető  része  a rendszermag (kernel), állandóan az  operatív tárban  van, míg a ritkább, nem időkritikus funkciókat megvalósító programrészek a háttértárolóról töltődnek be szükség esetén (overlay-technika).
A Unix és később a Microsoft Windows operációs rendszerekben, kernel-nek  nevezik, a  felügyelőprogram funkcióit megvalósító rendszer komponenst.

## A felügyelőprogram legfontosabb feladatai
- a felhasználói  program(ok) felügyelete
- a megszakítások kezelése
- a be-és kiviteli  egységek kiszolgálása
- a kezelővel (operátor) való kapcsolattartás
- a számítógépben (központi egység, perifériák) detektált hibák kezelése
- a felhasználói  programok rendszerhívásainak kiszolgálása (API)
- a felhasználói  programok betöltése, indása
- A filerendszer szolgáltatás (API)

## Speciális feladatokat kiszolgáló felügyelőprogramok
Pufferelés, spooling szervezése, amikor az autonóm perifériavezérlők lehetővé teszik azt, hogy a B/K-műveletek a CPU közreműködése nélkül hajtódnak végre, a memóriában elhelyezkedő pufferen keresztül, megszakítás, illetve blokkos átvitel segítségével. Ezt a megoldást, a kis-közepes teljesítményű, mágnesdob ill. diszk nélküli rendszerek alkalmazták (pl. IBM7090, ODRA 1204, stb.). Az ún. spooling technika (simultaneous peripherial operation on-line) segítségével  lehetővé válik a lassú (lyukszalag, lyukkártya, sornyomtató, stb.) perifériás és CPU-műveletek teljes szétválasztása, átlapolása úgy, hogy az egyik munka végrehajtásával egyidőben egy másik munka beolvasása és egy harmadik eredményeinek kivitele folyhat, az adatok időleges gyors háttértárlókon való elhelyezésével. Ez a megoldás igen elterjedt és napjainkban is használatos a nyomtatás és egyéb tevékenységek időbeli átlapolására (pl. IBM 360, UNIX line printer demon, MS-DOS, MS-WINDOWS nyomtatási-sorkezelő stb,)
Multiprogramozott rendszerek kezelése . A multiprogramozott (többfeladatos)  számítógépen látszólagosan több program fut, ahol egy program addig futhat, amíg az várakozni nem kényszerül egy perifériás művelet befejezésére, ekkor a felügyelőprogram egy másik, futni képes programot választ ki és futtatja. Amint a félbehagyott program várakozási feltétele teljesül, újra felkerül a futtatható folyamatok listájára, és a következő ütemezési alkalommal kiválaszthatja azt futásra. (pl. ICL 190x Computer) Több processzoros rendszer esetén természetesen az ütemezés komplexebb feladat.
Az időosztásos (time-sharing) rendszerek, a  multiprogramozott rendszerek speciális változata, ahol közvetlen, interaktív kommunikációt biztosítanak a felhasználó és programja, között. Ezeknél a rendszereknél minden felhasználónak külön beviteli eszköze (terminál, display) van. Itt az ütemezés, más stratégia alapján történik.
Valós idejű rendszerek (real-time monitor) a multiprogramozott rendszerek speciális változata, ahol a rendszer viselkedésében az idő (válaszidő) a kritikus tényező. Ezek a valós idejű rendszerek (gyakran beágyazott rendszerek, úgy nevezett inger-válasz típusú rendszerek, amelyek érzékelőkkel figyelik környezetüket és rövid időn belül képesek reagálni a környezeti hatásokra (ingerekre) a beavatkozószervek segítségével. A valósidejű működésének legfontosabb sajátossága a programok (taszkok) dedikált ütemezése. Ilyen rendszerek pl az ipari irányító/felügyelő (folyamatirányitó) rendszerek, vagy a SCADA Supervisory control and data acquisition rendszerek.